# Coregon
Coregonul sau coregonul mare, coregonul de Ciudsk (Coregonus maraenoides) este un pește lacustru dulcicol din familia salmonide (Salmonidae). Este originar din lacul Peipus și a fost aclimatizat în mai multe țări din Europa și fosta Uniune Sovietică. În România a fost introdus experimental în 1957 în heleșteiele de la Nucet, Tarcău, în Lacul Roșu, în lacul de baraj de la Bicaz și câteva iazuri din nordul Moldovei. Trăiește în apele stătătoare reci.
Are o lungimea de 30-40 cm lungime, maximum 60 cm și o greutate de 300-400 g, maximum 3,5 kg. Poate trăi 15 ani. Corpul este relativ înalt, alungit, fusiform, comprimat lateral și acoperit cu solzi cicloizi relativ mari. Capul relativ mic. Ochiul situat în jumătatea anterioară a capului. Botul trunchiat, marginea sa anterioară fiind verticală sau oblică. Gura mică, dispusă subterminal. Înotătoarele pectorale și ventralele au vârful ascuțit. Înotătoarea dorsală și anală cu marginea concavă, înotătoarea caudală adânc scobită. Au și o înotătoare adipoasă. Coloritul corpului argintiu, mai întunecat pe spate; vârful înotătoarelor negru.
Se hrănește cu zooplancton și nevertebrate bentonice: crustacee, moluște, viermi, larve de insecte (chironomide etc.) și insecte adulte. Exemplarele de dimensiuni mai mari se hrănesc și cu pești mici și cu icrele altor specii de pești. Depune icre bentonice, lipicioase pe fund de piatră, în octombrie-noiembrie. O femelă  depune16.000-82.000 icre.
Are valoare economică. Carnea este gustoasă. Specia se pretează a fi cultivată în lacuri de baraj, iazuri și heleșteie, în zona montană și colinară.